# Église Saint-André de Seignosse
L’église Saint-André de Seignosse est un lieu de culte catholique à Seignosse, dans le département français des Landes. 
Elle est recensée par l’inventaire général du patrimoine culturel. Propriété de la commune, elle dépend de la paroisse Notre-Dame-de-la-Mer et du diocèse d'Aire et Dax. 

## Localisation
L’église est située au nord-ouest du bourg de Seignosse, sur les hauteurs du village, non loin du fronton des écureuils, de la mairie et de l’étang Noir. C’est l’une des deux églises de la commune (avec l’église Sainte-Thérèse du Penon), mais la seule dans le bourg. 

## Historique
L’église date du XIIIe ou du XIVe siècle. La baie en plein cintre bouchée à l’extrémité nord de la nef date du XVIIe siècle. En 1871, l’architecte départemental Alexandre Ozanne rebâtit la sacristie est surélève le clocher-porche. Une restauration est effectuée en 1903 par Delteil du Boucau et l’intérieur de la nef est réaménagé en 1981.

## Architecture
L’église est composée d’une nef unique, d’un chœur et d’un clocher-porche. Son gros œuvre est fait de pierre de taille, de grès et d’enduit. Le chœur, jouxté sur sa travée, au sud, par une sacristie, est formé d’une travée droite et d’une abside à trois pans soutenue par des contreforts. Il est voûté par des fausses ogives appuyées sur des colonnettes et éclairé par des fenêtres en arc brisé. Le clocher porche comprend une flèche conique et une tourelle polygonale avec un escalier à vis. L’église figure deux inscriptions : « Bosco Jne[...] 1870 » au dessus de la porte d’entrée et « Ozanne architecte 1871 » avec compas, équerre et papier sur la clé de voûte du porche. 

## Décor et mobilier

### Cloche
Le clocher porche est occupé par une cloche en bronze. Suspendue de volée, elle possède trois anses : une dans le sens de la volée, deux perpendiculaires. Elle mesure 135 × 136 cm. Elle est décorée par diverses gravures : « Christ en croix, Vierge à l'Enfant et saint évêque » et armoiries de François-Adélaïde-Adolphe Lannéluc, évêque d’Aire, sur la robe et deux frises (d’acanthes sur la partie inférieure de la robe et sur le cerveau et de vignes sous la dédicace et à la faussure). Elle compte aussi une signature (« PERRET / PERE ET FILS / FONDEURS A AUCH / 1853 ») et plusieurs inscriptions sur le vase supérieur : 

« SIT NOMEN DOMINI BENEDICTUM. SANCTA MARIA ORA PRO NOBIS. SANCTE ANDREA ORA PRO NOBIS

PARRAIN ANDRE DESTRIBATS ADJOINT. MARRAINE CATHERINE ROSALIE DUBOSCQ-LARRUGAN * VITAL BUCARD CURE *

LARRUGAN MAIRE. »

Elle est fondue en 1853 à Auch par les fondeurs Jean-Baptiste et Jules-Jean-Baptiste Perret en 1853. Les archives départementales des Landes conservent des documents relatifs à la refonte d’une cloche en 1873. Ce projet semble ne s’être jamais réalisé dans la mesure où l’église n’a jamais eu d’autre cloche. 

### Sculptures
L’église conserve plusieurs sculptures, dont, dans la nef, une sculpture sur bois d’environ 160 cm de haut datant probablement du XIXe siècle. Son auteur est inconnu. Elle représente le christ en croix, « tête levée vers le ciel, perizonium retenu par une corde, pieds cloués l'un à côté de l'autre ». La croix, en bois de chêne peint en noir, est recensée en 1906 mais disparaît, probablement pendant les rénovations de 1981.
À l’entrée du chœur se situe une sculpture sur bois peint en doré représentant l’Immaculée Conception : « vierge voilée, yeux baissés, bras croisés sur la poitrine, debout sur un demi-globe lunaire et écrasant du pied le serpent de la Faute ». Mesurant 119 × 44 cm, elle date du milieu du XIXe siècle et elle est signalée en 1906 au dessus de l’autel de la Vierge. Un modèle identique est conservé dans l’église Saint-Sever de Tosse.
Dans la nef, on trouve aussi tête du christ couronné d’épines, œuvre du sculpteur Bernard Darricau dans la seconde moitié du XXe siècle. Il s’agit d’une statue en marbre gris-vert mesurant 37 × 39 cm représentant la tête du christ en croix, les yeux fermés et portant sa couronne d’épines. Elle est marquée d’une signature gravée : « BERNARD DARRICAU / 1924-1982 / SEIGNOSSE ».

### Tableaux
Lors d’obsèques se déroulant dans l’église, le peintre seignossais Miguel Etxebarria a l’idée de décorer la nef en réalisant plusieurs tableaux. En 2018, après avoir fait part de son idée à l’évêque Hervé Gaschignard, à l’abbé Cristinel Andrei et au maire Jean Baylet, il se lance dans la réalisation de six toiles de 4 par 3 mètres. Ces œuvres sont des huiles sur toile très colorées reposant sur des panneaux de bois et représentant six moments emblématiques de la vie de saint André, le patron de l’église. L’artiste y intègre des décors de la commune : le fronton des écureuils (La multiplication des pains), l’étang Blanc (Les deux frères pêcheurs), le lavoir de la fontaine des sables… On y distingue également des visages de paroissiens. Achevées fin 2022, l’artiste les lègue à l’église. Elles sont d’abord exposées en novembre 2023 par la ville de Seignosse dans la salle Vidal, puis elles sont transférées définitivement vers l’église à l’occasion de la fête paroissiale, le 30 novembre,.

### Autres mobiliers
L’église conserve un calice et un patène en argent doré. Le calice (25,5 cm de haut) est décoré par des gravures du christ, de Joseph, de la Vierge, et le patène est gravé d’un agneau mystique. Le calice est composé d’un à six lobes, d’une tige tubulaire, d’un noeud torique côtelé et d’une fausse-coupe ajourée. Ils sont tous deux l’œuvre de l’orfèvre bayonnais Louis Guillat et datent du quatrième quart du XIXe siècle.
Parmi le reste du mobilier de l’église, on observe deux tableaux commémoratifs des morts, une verrière, un autel, un tabernacle, des fonts baptismaux, un bénitier, un fauteuil de célébrant, sept tabourets de célébrant, un meuble de sacristie, deux chandeliers, une lampe de sanctuaire, un encensoir, un goupillon, une navette à encens, un seau à eau bénite, deux croix de procession, un coffre et un piédestal d’autel.

## Galerie

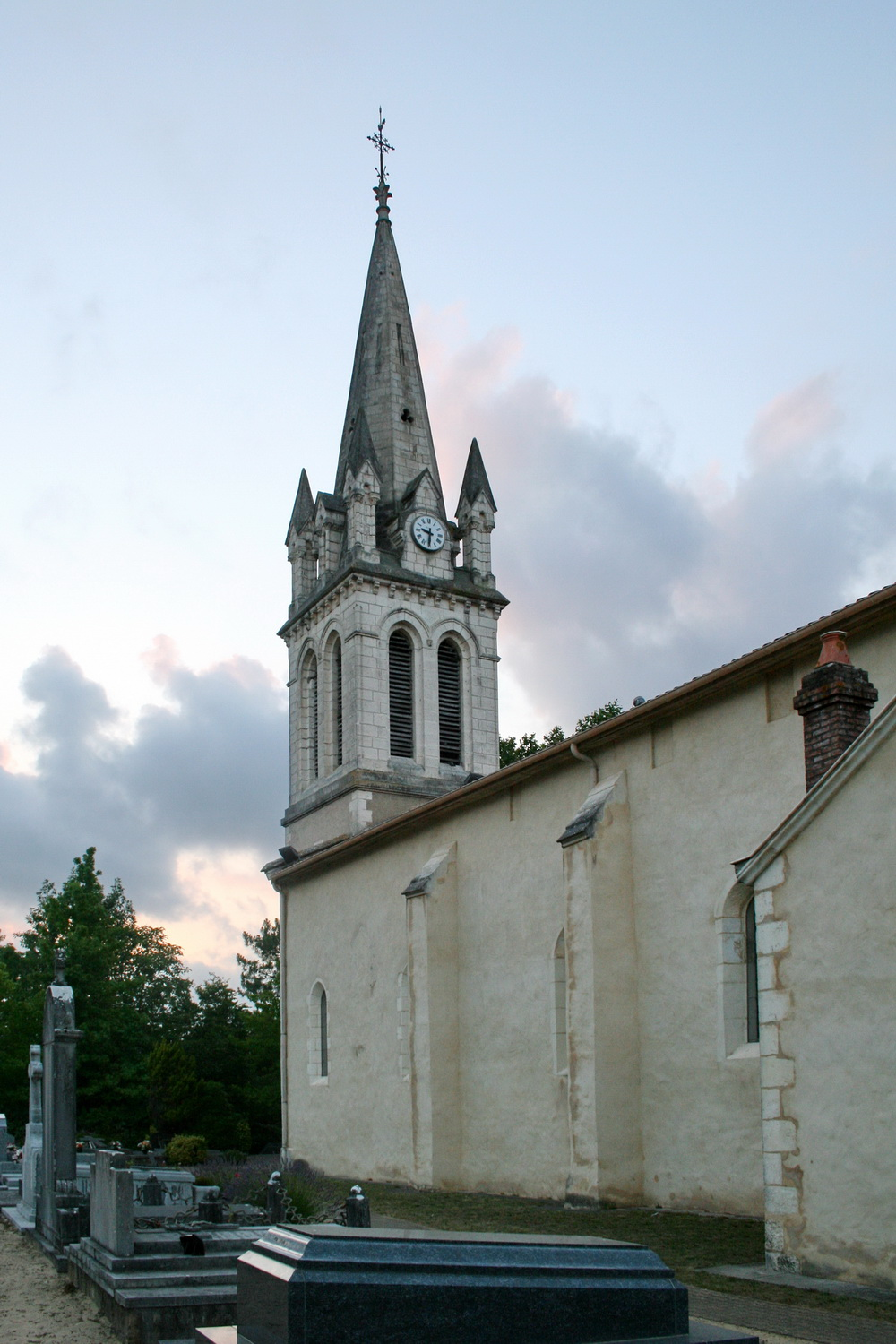
Extérieur de l’église.
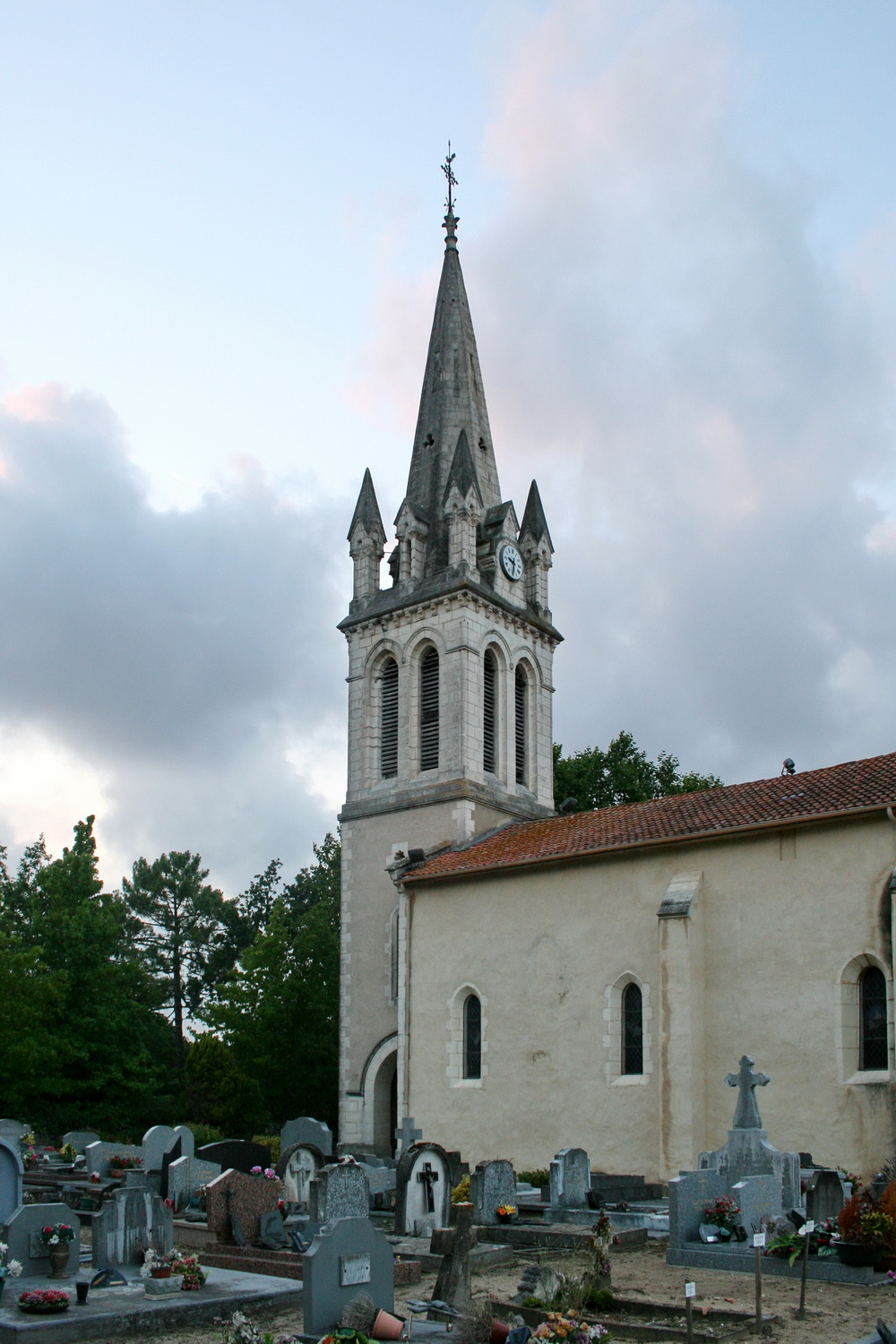
Extérieur de l’église.
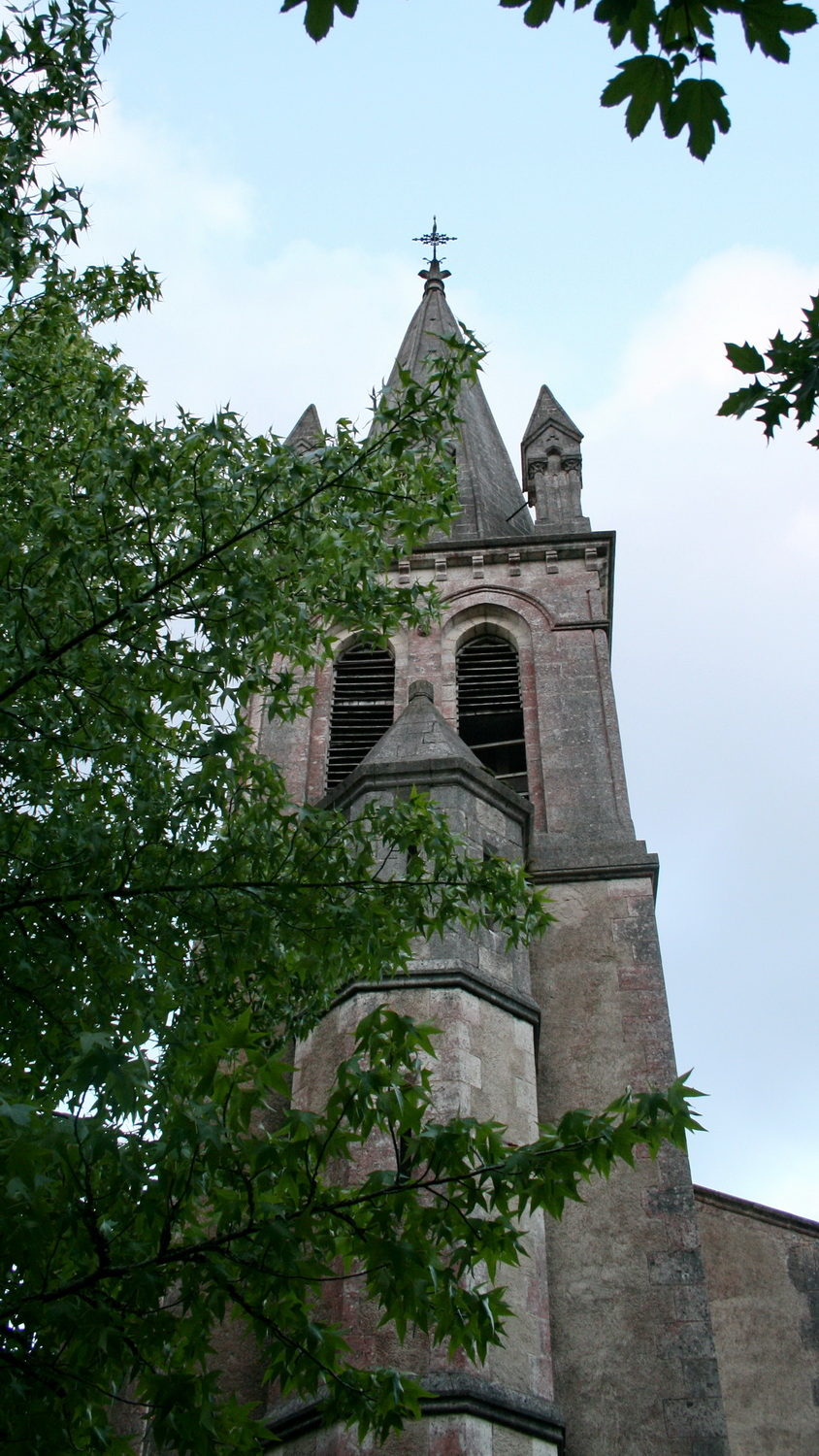
Clocher-porche de l’église.